# سنتربت
سنتربت (انگلیسی: Centrebet) یک بنگاه شرط بندی استرالیایی است که تحت مجوز محلی در قلمرو شمالی (استرالیا) بامدیریت  مایکل مگریچ مشغول به ارائه خدمات است.
این بنگاه دومین شرکت خصوصی بزرگ فعال در شرط بندی در استرالیا می‌باشد.